# Basket vid Samväldesspelen 2006

## Herrar

### Gruppspelet

#### Grupp A
| Skottland  | - | Australien | 52-129 |
| Indien     | - | Nigeria    | 84-113 |
| Skottland  | - | Indien     | 67-57  |
| Australien | - | Nigeria    | 103-57 |
| Nigeria    | - | Skottland  | 91-83  |
| Indien     | - | Australien | 49-133 |

| Land       | Spelade | Vun. | Oav. | För. | Målskillnad | Poäng |
| ---------- | ------- | ---- | ---- | ---- | ----------- | ----- |
| Australien | 3       | 3    | 0    | 0    | 365-158     | 6     |
| Nigeria    | 3       | 2    | 0    | 1    | 261-270     | 4     |
| Skottland  | 3       | 1    | 0    | 2    | 202-277     | 2     |
| Indien     | 3       | 0    | 0    | 3    | 190-313     | 0     |

#### Grupp B
| Nya Zeeland | - | Sydafrika   | 88-58 |
| Barbados    | - | England     | 59-75 |
| Nya Zeeland | - | England     | 84-63 |
| Sydafrika   | - | Barbados    | 72-88 |
| Barbados    | - | Nya Zeeland | 51-91 |
| England     | - | Sydafrika   | 95-53 |

| Land        | Spelade | Vun. | Oav. | För. | Målskillnad | Poäng |
| ----------- | ------- | ---- | ---- | ---- | ----------- | ----- |
| Nya Zeeland | 3       | 3    | 0    | 0    | 263-172     | 6     |
| England     | 3       | 2    | 0    | 1    | 233-196     | 4     |
| Barbados    | 3       | 1    | 0    | 2    | 198-238     | 2     |
| Sydafrika   | 3       | 0    | 0    | 3    | 183-271     | 0     |

### Spel om 5:e-8:e plats
| Skottland | - | Sydafrika | 91-79 |
| Indien    | - | Barbados  | 55-96 |

### Semifinal
| Australien | - | England     | 101-75 |
| Nigeria    | - | Nya Zeeland | 66-90  |

### 7:e-8:e plats
| Sydafrika | - | Indien | 65-59 |

### 5:e-6:e plats
| Skottland | - | Barbados | 63-73 |

### 3:e-4:e plats
| England | - | Nigeria | 80-57 |

### Final
| Australien | - | Nya Zeeland | 81-76 |

## Damer

### Gruppspelet

#### Grupp A
| Australien | - | Indien     | 146-46 |
| Moçambique | - | England    | 46-84  |
| England    | - | Indien     | 104-57 |
| Moçambique | - | Australien | 26-104 |
| Australien | - | England    | 95-43  |
| Indien     | - | Moçambique | 58-54  |

| Land       | Spelade | Vun. | Oav. | För. | Målskillnad | Poäng |
| ---------- | ------- | ---- | ---- | ---- | ----------- | ----- |
| Australien | 3       | 3    | 0    | 0    | 345-115     | 6     |
| England    | 3       | 2    | 0    | 1    | 231-198     | 4     |
| Indien     | 3       | 1    | 0    | 2    | 161-304     | 2     |
| Moçambique | 3       | 0    | 0    | 3    | 126-246     | 0     |

#### Grupp B
| Nya Zeeland | - | Malta       | 127-47 |
| Malaysia    | - | Nigeria     | 67-97  |
| Malta       | - | Nigeria     | 44-86  |
| Nya Zeeland | - | Malaysia    | 113-56 |
| Malaysia    | - | Malta       | 68-65  |
| Nigeria     | - | Nya Zeeland | 53-83  |

| Land        | Spelade | Vun. | Oav. | För. | Målskillnad | Poäng |
| ----------- | ------- | ---- | ---- | ---- | ----------- | ----- |
| Nya Zeeland | 3       | 3    | 0    | 0    | 323-156     | 6     |
| Nigeria     | 3       | 2    | 0    | 1    | 194-236     | 4     |
| Malaysia    | 3       | 1    | 0    | 2    | 191-275     | 2     |
| Malta       | 3       | 0    | 0    | 3    | 156-281     | 0     |

### Spel 5:e-8:e plats
| Indien     | - | Malta    | 80-47 |
| Moçambique | - | Malaysia | 80-70 |

### Semifinal
| Australien | - | Nigeria     | 105-49 |
| England    | - | Nya Zeeland | 67-74  |

### 7:e-8:e plats
| Malta | - | Malaysia | 59-63 |

### 5:e-6:e plats
| Indien | - | Moçambique | 44-70 |

### 3:e-4:e plats
| Nigeria | - | England | 75-78 |

### Final
| Australien | - | Nya Zeeland | 77-39 |